# Toxorhina (Ceratocheilus) cocottensis
Toxorhina (Ceratocheilus) cocottensis is een tweevleugelige uit de familie steltmuggen (Limoniidae). De soort komt voor in het Afrotropisch gebied.